# آنیتا دمتریو
آنیتا دیمیتریو (زبان یونانی: Αννίτα Δημητρίου؛ زادهٔ ۱۸ اکتبر ۱۹۸۵) سیاستمدار اهل قبرس است که از ژوئن ۲۰۲۱ رئیس مجلس نمایندگان قبرس و از مارس ۲۰۲۳ رئیس ائتلاف دموکراتیک (DISY) است. نقش دوم عملاً او را به عنوان رهبر اپوزیسیون در برابر دولت کنونی نیکوس خریستودولیدیس تعیین می‌کند.
او نخستین زن و جوان‌ترین فردی است که تاکنون هر یک از این دو سمت عالی را در اختیار داشته است. دیمیتریو همچنین از سال ۲۰۱۶ نمایندهٔ حوزهٔ ناحیه لارناکا در مجلس نمایندگان قبرس است.

## زندگی و تحصیلات
دیمیتریو در ۱۸ اکتبر ۱۹۸۵ در روستای ترولوی، ناحیه لارناکا زاده شد.  
او در سال ۲۰۰۷ با مدرک کارشناسی علوم اجتماعی و سیاسی از دانشگاه قبرس فارغ‌التحصیل شد و سپس مدرک کارشناسی ارشد خود را در روابط بین‌الملل و مطالعات اروپایی از دانشگاه کنت دریافت کرد.